# Machala
Machala este un oraș din sud-vestul Ecuadorului de 228.351 locuitori. Are 207,09 km2.
1. ↑   https://issuu.com/dpmv/docs/dom_nica_monteros_31052021_bit_cora_final_urbanism Lipsește sau este vid: |title= (ajutor)